# Pardal becgròs
El pardal becgròs (Passer gongonensis) és un ocell de la família dels passèrids (Passeridae).

## Hàbitat i distribució
Habita les terres àrides de Sudan del Sud, sud d'Etiòpia, sud de Somàlia, Kenya i nord-est de Tanzània.